# Nathália Daneliczin
Nathália Vieira Daneliczin est une joueuse brésilienne de volley-ball née le 26 août 1991 à Belo Horizonte. Elle mesure 1,84 m et joue au poste de passeuse. 

## Clubs
| Club                     | De        | À         |
| ------------------------ | --------- | --------- |
| Minas Tênis Clube        | 2003-2004 | 2008-2009 |
| Mackenzie Esporte Clube  | 2009-2010 | 2009-2010 |
| Santa Catarina VC        | 2010-2011 | 2010-2011 |
| Mackenzie Esporte Clube  | 2011-2012 | 2011-2012 |
| Fluminense Football Club | 2012-2013 | 2016-2017 |
| Vôlei Positivo Londrina  | jan 2018  | …         |